# Internet-Tauschbörse
Bei Internet-Tauschbörsen handelt es sich um Websites, die den Tausch von Gütern oder Dienstleistungen zwischen Teilnehmern ermöglichen.

## Allgemeines
Internet-Tauschbörsen gehören zu den Tauschbörsen, an denen Tauschhandel betrieben wird. Voraussetzung beim echten Tauschhandel ist, dass jeder Tauschpartner sein Eigentum an seinem Tauschobjekt verliert und dafür als Gegenleistung das Eigentum am Tauschobjekt der anderen Vertragspartei erhält. Das bedeutet, dass die Marktteilnehmer keine Zahlungsmittel wie beispielsweise Geld einsetzen müssen, sondern Güter oder Dienstleistungen mit ähnlichem oder identischem Tauschwert untereinander austauschen. Bei unterschiedlichen Tauschwerten sehen einige Internet-Portale Komplementärwährungen vor, deren Guthaben ausschließlich zum Tausch genutzt werden können. Zu den getauschten Gütern gehören etwa Gebrauchtgegenstände oder Medien wie audiovisuelle Medien, Bücher, Dateien oder Tonträger. Als gehandelte Dienstleistungen kommen noch gültige, übertragbare Eintrittskarten, Fahrscheine oder sonstige Tickets in Frage.
Tauschbörsen sind keine echten Börsen, weil die Marktteilnehmer ihre Tauschobjekte gegenseitig präsentieren, um sie zu begutachten und beim Tauschvorgang übergeben zu können, während die Handelsobjekte an Börsen nicht physisch vorhanden sind.
Auch bei Internet-Tauschbörsen kommt ein Tauschvertrag zustande, für den gemäß § 480 BGB die Vorschriften über den Kaufvertrag (§ 433 ff. BGB) entsprechend anzuwenden sind. Das bedeutet, dass jede Vertragspartei über Eigentum an den zu tauschenden Sachen oder Rechten verfügen muss, um diese der anderen Vertragspartei übereignen zu können. Zug um Zug übereignet dann die Gegenpartei ihre Gegenleistung.

## Geschichte
Als erster weltweiter Instant-Messaging-Dienst gilt das im November 1996 gestartete ICQ (Homophon für englisch I seek you, „ich suche Dich“). Hier tauschen zwei oder mehr Teilnehmer gegenseitig Nachrichten aus. Es handelt sich um Peer-to-Peer-Netzwerke, bei denen die Teilnehmer sowohl als Datensender (englisch Server) als auch als Datenempfänger (englisch Client) fungieren. Dieses System lag auch der ersten, durch Shawn Fanning im Mai 1999 gegründeten Musiktauschbörse Napster
zugrunde, die jährlich über 57 Millionen Nutzer registrierte und mehr als 1,7 Millionen Musikdateien auf Basis eines Client-Server-Modells zum Download anbot. Das Geschäftsmodell bestand darin, dass im Rahmen eines Peer-to-Peer-Systems Nutzer ein Benutzerkonto einrichteten und dabei mindestens eine MP3-Audiodatei anderen Nutzern zum „Tausch“ anzubieten hatten. Hierzu war ein Ordner anzulegen (englisch shared folder), der diese Musikdateien enthielt und mit der Plattform verknüpft war. Diese Plattform las beim Einloggen des Benutzers die von ihm angebotenen Musikdateien ein und übertrug sie in ihre Suchliste auf einen zentralen Server. Als Gegenleistung durften die Nutzer Musikdateien anderer Nutzer über eine Suchfunktion kostenlos herunterladen. Im Januar 1999 ging die Musiktauschbörse Audiogalaxy mit ähnlicher Konfiguration online. Bereits im Dezember 1999 hielt die RIAA (Verband der Musikindustrie in den USA) diesen Datenaustausch von Musiktiteln für illegal und reichte eine Klage gegen Napster über einen Schadensersatz von 20 Milliarden US-$ ein. Ab April 2000 begann eine Klagewelle der US-Musikindustrie gegen Napster, weil die kostenlosen Downloads gegen internationales Urheberrecht verstießen. Im März 2001 erhielt Napster die Auflage, sämtliche urheberrechtsgeschützten Dateien zu löschen.
Diese Prozesswelle hielt weitere Tauschbörsen nicht davon ab, durch technische Modifikationen das Tracking illegaler Downloads durch Strafverfolgungsbehörden zu erschweren. So bot der Client Morpheus ab April 2001 seine Dienste an. Im Mai 2002 ging Napster in Konkurs, andere Peer-to-Peer-Netzwerke mussten wegen massiver Verstöße gegen internationales Urheberrecht sukzessive schließen. Seit Oktober 2003 arbeitet Napster als legaler Bezahldienst.
Inzwischen entstanden auch Tauschbörsen für Produkte. Beispielsweise tauscht die im August 2004 gegründete Bambali gebührenfrei Waren und Dienstleistungen gegen die Tauschwährung „Bambali-Taler“, mit der andere Tauschobjekte erworben werden können. Tauschticket wurde im September 2004 unter dem Namen Buchticket als kostenlose Tauschplattform für Bücher und Hörbücher gegründet, im Juli 2005 auf weitere Produkte ausgedehnt und ist seit Oktober 2010 gebührenpflichtig. Als gebührenfreie Alternative ging im November 2010 Tauschgnom mit der Tauschwährung „Token“ ans Netz; er ist seit Juli 2011 auch in Österreich und der Schweiz präsent. Peerflix begann im Januar 2004, beendete seine Dienste jedoch bereits im April 2008. Nach dessen Muster ging Hitflip im Februar 2005 ans Netz, ist jedoch seit etwa Mai 2016 nicht mehr erreichbar.

## Arten
Unterschieden werden kann zwischen Produkt-Tauschbörsen und Musiktauschbörsen:
- Produkt-Tauschbörsen existieren sowohl mit umfassenden Produktangeboten als auch mit eingeschränktem Produktangebot. Ihre Pendants im Versandhandel sind entsprechend die Universalversender und Spezialversender. Da Produkte meist zeitlich unbegrenzt angeboten werden können und auf der Website sichtbar sind, bieten sich die Tauschbörsen insbesondere für weitläufig verfügbare Artikel mit relativ geringem Geldwert oder mit geringer Nachfrage an, für die selbst nach längerer Wartezeit Interessenten gefunden werden können. Typische Artikelkategorien beinhalten Bücher und andere audiovisuelle Medien sowie Kleidung und Spielwaren. Neben kostenfrei nutzbaren Internet-Tauschbörsen gibt es eine Reihe kommerzieller Tauschbörsen, bei denen durch die Anforderung eines Artikels Gebühren an die Betreiber der Website entfallen.

Leih- und Miet-Portale für Wohnraum (Online-Community) sowie für Kraftfahrzeuge (Carsharing) sind keine Tauschbörsen, sondern gehören zur Sharing Economy, weil die Vermittlung einer zeitweisen Gebrauchsüberlassung (privates Carsharing) gegen Geld im Vordergrund steht.
- Die größten Teilnehmerzahlen wiesen die ab dem Jahre 1999 aufkommenden Musiktauschbörsen auf, die den illegalen Austausch von Musikdateien ermöglichten.[5] Hierzu gehörten neben Napster und Audiogalaxy auch Tauschbörsen wie eDonkey2000 (ab September 2000), BearShare (Dezember 2000), Kazaa (März 2001), Morpheus (April 2001), eMule (Mai 2002) oder LimeWire (Oktober 2010) und andere. Bei ihnen fand jedoch kein echter Tausch statt, bei dem jemand sein Tauschobjekt abgibt und dafür als Gegenleistung ein fremdes erhält. Das vermeintliche Tauschobjekt (meist MP3-Audiodateien) wurde vom Anbieter nämlich nicht aufgegeben, sondern diente dauerhaft als Kopiervorlage für andere Tauschwillige.[6]

Bei allen Arten der Internet-Tauschbörsen können die Tauschpartner ihre Tauschobjekte lediglich virtuell präsentieren, sodass eine Begutachtung und eine direkte Übergabe nicht möglich sind.

## Wirtschaftliche Aspekte
Tauschbörsen erschließen Nachfragern mit Geldmangel die Möglichkeit, Güter oder Dienstleistungen ohne den Einsatz von Zahlungsmitteln zu erwerben. Hierzu müssen sie eigene Güter zum Tausch anbieten, die ungefähr den gleichen Tauschwert aufweisen. Ist dies nicht der Fall, sorgen Komplementärwährungen („Tauschwährungen“) durch erworbene Guthaben dafür, dass dennoch ein Tausch stattfinden kann. Tauschbörsen ermöglichen den Marktzutritt für Nachfragerschichten, die ansonsten nicht als Käufer auftreten könnten, wodurch in einer Volkswirtschaft mehr Transaktionen erfolgen können. Bei Musiktauschbörsen wurde rechtlich nichts getauscht, jedoch verstießen kostenlose Downloads massiv gegen das Urheberrecht und schädigten damit die Inhaber der Urheberrechte und die Tonträgerunternehmen. Deutschlandweit führten Raubkopien im Jahre 2012 zu einem Schaden von insgesamt mehr als 680 Millionen Euro, wobei 524 Millionen Euro auf die Musikwirtschaft und 156 Millionen Euro auf die Filmwirtschaft entfielen.
Die Abgrenzung zu Internetauktionen und Kleinanzeigen besteht in der Verwendung einer Komplementärwährung als Tauschmittel anstelle einer Bezahlung mit Zahlungsmitteln.